# Адамівка (Краматорський район)
Ада́мівка — село в Україні, у Святогірській міській громаді Краматорського району Донецької області. Населення становить 221 особу.

## Історія
Село вперше згадується у XVIII ст. Назва походить від прізвища поміщика, який володів тим селом
В селі знаходяться рибники Донрибкомбіната та православний монастир Іоанна Шанхайського.
Під час російсько-української війни село обороняли бійці 68-го окремого батальйону 101 бригади ТрО із Закарпаття. Втрати батальйону склали 2 бійця.

## Населення

### Мова
Розподіл населення за рідною мовою за даними перепису 2001 року:
| Мова            | Кількість | Відсоток |
| --------------- | --------- | -------- |
| українська      | 153       | 69.23%   |
| російська       | 41        | 18.55%   |
| інші/не вказали | 27        | 12.22%   |
| Усього          | 221       | 100%     |

## Відомі люди
- Іоанн Шанхайський і Сан-Франциський — єпископ Російської православної церкви закордоном (РПЦЗ); архієпископ Західно-Американський і Сан-Франциський.

## Транспорт
Селом проходять автошляхи місцевого значення:
- О0536 Слов'янськ — Адамівка (15,4 км)
- С051429 Новомиколаївка — Адамівка — М03 (10,3 км; з'єднання з С051420)